# Simón Orfila
Simón Orfila Riudavets, nacido en Alayor (Menorca), el 13 de septiembre de 1976, es un bajo-barítono español discípulo del tenor Alfredo Kraus.  Actúa asiduamente en los teatros Liceu y Real, también  en la Bayerische Staatsoper, Deutsche Oper de Berlín, Teatro San Carlo o la Scala, en títulos como Aida, La Bohème, La Cenerentola, La donna del Lago, Don Giovanni, Lucia di Lammermoor, Norma, Le nozze di Figaro, I puritani, Turandot o Il viaggio a Reims.

## Biografía
Desde niño quería ser cantante. Heredó la pasión musical de su madre y abuelo.
Inició sus estudios musicales y de canto a los 17 años en el conservatorio de Menorca. El tenor Alfredo Kraus le descubrió en la Ópera de Mahón y le invitó a participar en los Cursos de Verano de Santander que le permitió acceder a la Escuela Superior de Música Reina Sofía donde se formó durante dos años con Kraus -que dirigía la cátedra de canto- como maestro. De Kraus, ha explicado, aprendió la técnica y la selección de repertorio. También tuvo como profesores a Suso Mariategui y Edelmiro Arnaltes. Otro de sus referentes ha sido Bonaldo Giaiotti en Milán. 
Desde joven ha tenido una posición privilegiada en el mundo lírico. En sus entrevistas suele decir que en realidad es "un obrero de la ópera" con dos pasiones, cantar y hacer reír.  Por el color y la flexibilidad de su voz, su especialidad son las obras de Mozart y Rossini.

### Trayectoria profesional
En el año 1996, a los 20 años recibió sus primeras ofertas de trabajo en teatros y en marzo de 1997 participó en "Don Carlo" una producción del Teatro Principal de Palma de Mallorca, donde se estrenó y del Teatro Arriaga de Bilbao con la soprano Sylvia Corbacho. A los 21 años logró su primer contrato en el Gran Teatro del Liceo de Barcelona haciendo el papel de Oroveso de Norma.
En 1998 participó en la inauguración del Auditorio Municipal Alfredo Kraus en Aspe (Alicante) cantando con el propio Kraus.
En 2003 fue uno de los intérpretes de Las bodas de Fígaro presentada en el Teatro Real de Madrid con la dirección de Antoni Ros-Marbà y escénica de Marco Arturo Marelli.
En 2006 participó en el estreno de Il viaggio a Reims, una ópera de Rossini que nunca se había representado en teatro, en el Gran Teatro del Liceo de Barcelona, en el debut operístico del dramaturgo Sergi Belbel en la dirección de escena y la presentación del Jesús López Cobos en el Liceo. El mismo participó en la grabación de La Cenerentola en el Teatro Carlo Felice de Génova realizada por la RAI.

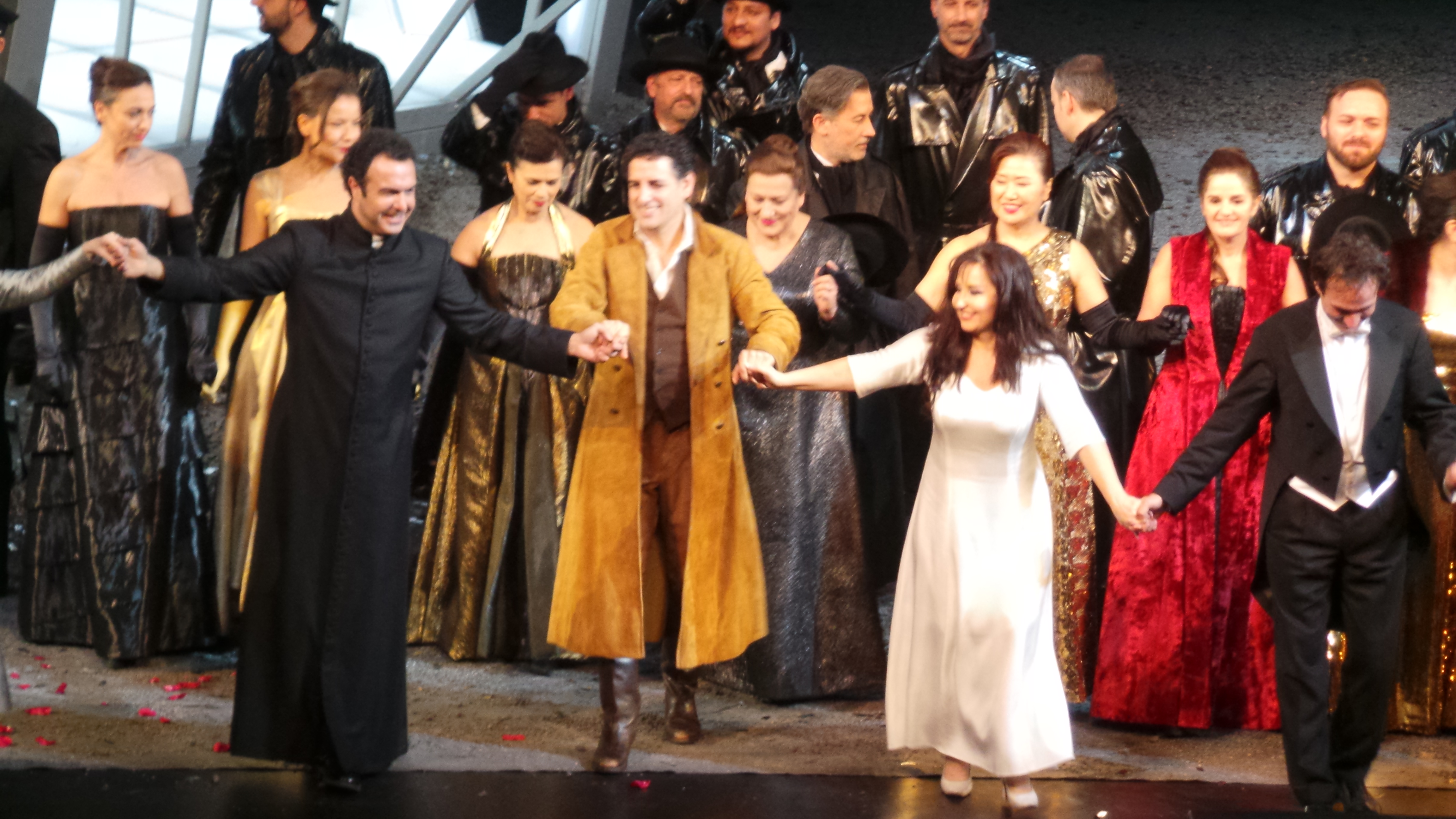
Simón Orfila, Juan Diego Flórez y Elena Mosuc en el Liceo de Barcelona con Lucia di Lammermoor. Diciembre de 2015

En diciembre de 2012 presentó su primer disco en solitario  "My dream",  en Oviedo, en el XI Concierto homenaje a Alfredo Kraus un trabajo con canciones menorquinas La balada d'en Lucas, Xoroi, Escolta es vent, temas catalanes como L'oreneta o T'estimo, algunas romanzas de zarzuela, e incluso canciones americanas como 'The impossible dream, grabado con la Real Filarmónica de Galicia, bajo la dirección de David Giménez Carreras, sobrino del tenor Josep Carreras. Un disco empeño especial del propio Kraus.
El 17 de mayo de 2013 debutó en el Covent Garden de Londres con la ópera La donna del lago de Rossini compartiendo escenario con Juan Diego Flórez y Joyce DiDonato.
En septiembre de 2013 grabó con la soprano Mariola Cantarero un repertorio de ópera española y zarzuela que dio lugar al disco Bel Canto  presentado en diciembre en el Auditorio Manuel de Falla de Granada.
En 2014 participó en la conmemoración del 15 aniversario de la muerte de Alfredo Kraus en el Teatro Real de Madrid.

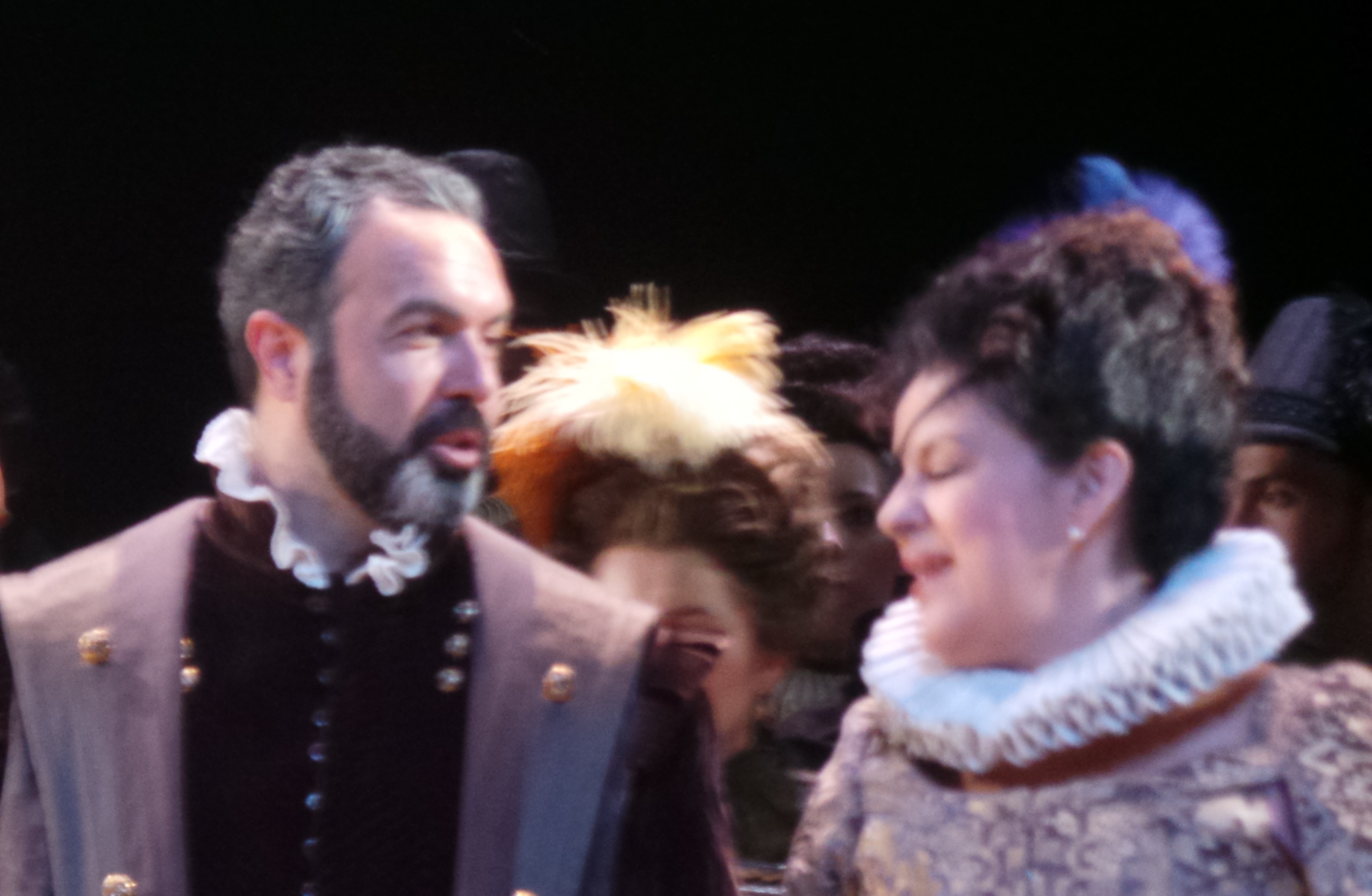
Simón Orfila (Felipe II) y Nancy Fabiola Herrera (Princesa de Éboli) en "Don Carlo" de Albert Boadella. 2016

En julio de 2015 participó en el montaje de Don Carlo realizado por el dramaturgo Albert Boadella estrenado en El Escorial.
En septiembre de 2015 debutó en el teatro La Monnaie de Bruselas como protagonista de la ópera L'elisir d'amore de Donizetti dirigido por Damiano Michieletto, uno de los directores más innovadores en el mundo de la lírica, en una coproducción de La Monnaie, el Teatro Municipal de Bolonia y el Teatro Real de Madrid. Orfila había interpretado ya el papel de Dulcarama en Menorca, en el Liceo de Barcelona y en Buenos Aires.
En diciembre de 2015 estrenó Lucía de Lammermoor de Donizetti en el Gran Teatro Liceo de Barcelona compartiendo cartel con Juan Diego Flórez, Elena Mosuc, Marco Caria y Albert Casals.
En febrero de 2016 volvió a interpretar el papel de Felipe II en Don Carlo de Boadella en Madrid.

## Discografía y filmografía
- 2013 Bel Canto. Mariola Cantarero y Simón Orfila. Recopilación ópera y zarzuela españolas.
- 2012 My dream. Simón Orfila. Primer trabajo en solitario.
- 2008 La Cenerentola de Rossini, en DVD, para la RAI;
- 2007 Norma de Bellini, en DVD, para DYNAMIC
- 2003 La Fattucchiera de Vicenç Cuyás, en CD, para Columna Música;
- 2003 Il Viaggio a Reims de Rossini, en DVD, para TDK;
- 2001 I Puritani de Bellini, en DVD, para TDK;
- La Gazzetta de Rossini, en DVD, para OPUS ARTE.